# 落合橋 (富山市)
落合橋（おちあいばし）は、富山県富山市の井田川（神通川水系）に架かる富山県道140号婦中平岡線の橋である。

## 概要
- 左岸：富山県富山市婦中町羽根[1]
- 右岸：富山県富山市婦中町笹倉[1]
- 形式　プラット型鋼構桁橋（曲弦プラットトラス橋）[1]
- 設計荷量：10 t（内務省第二種適用）[1]
- 橋長：160.2 m[1]
- 径間：46.4 m - 65 m - 46.4 m[1]
- 橋脚：2基[1]
- 幅員：5.5 m[1]
- 事業費：83,448円[1]

## 沿革
1884年（明治17年）時点では、小艇により前渡という渡し船があった。その後井田川に橋が架けられた。
1930年（昭和5年）から県道山田富山線の改修工事に着手し、1932年（昭和7年）に竣工した。橋には16cm厚の鉄筋コンクリートの床板が敷かれ、その上に5cmのアスファルト舗装（日本ピチュマルス会社が工事請負）された。
1934年（昭和9年）7月の豪雨で井田川が氾濫した際も、当橋は無事で、その強さが証明された。その後は国道359号に指定され、上流側に速星大橋が1990年（平成2年）1月に完成するまでは、交通の主流となっていた。